# ألكسندر بوشكين
ألكسندر سيرغييفتش بوشكين ( 6 يونيو 1799 - 10 فبراير 1837) شاعر روسي، وكاتب مسرحي، وروائي في الحقبة الرومانسية، يُعتبر من قبل الكثير الشاعر الروسي الأعظم ومؤسس الأدب الروسي الحديث.
وُلد بوشكين لعائلةٍ روسية نبيلة في موسكو. ينتمي والده سيرغي لفوفيتش بوشكين إلى عائلات بوشكين النبيلة. كان مسقط رأس جده الأكبر من نسب والدته الفريق الأول (الجنرال) أبرام بيتروفيتش جانيبال في أفريقيا. نشر أول قصيدة له في سن الخامسة عشرة، وعُرف بشكل واسع من قبل المؤسسات الأدبية في وقت تخرجه من فناء تسارسكوي سيلو (قاعة ألكسندر الإمبراطورية). ألقى بوشكين خلال تخرجه من المدرسة الثانوية قصيدته المثيرة للجدل «أغنية الحرية»، التي تُعد واحدة من عدة قصائد أدت لنفيه من قبل الإمبراطور ألكسندر الأول. كتب بوشكين مسرحيته الدرامية الأكثر شهرةً «بوريس غودونوف» في ظل المراقبة المشددة من قبل شرطة الإمبراطور السياسية وعدم القدرة على النشر. كانت روايته الشعرية «يفغني أونيغين» تُنشر بشكل متسلسل خلال عام 1825 حتى عام 1832.
جُرح بوشكين بشكل مميت في مبارزة مع نسيبه «جورج تشارلز دي هيكران دانثيس» الذي يُعرف أيضًا باسم دانتي جيكيرن، وهو ضابط فرنسي يخدم فوج الحرس الخيالة، حاول إغواء زوجة الشاعر ناتاليا بوشكينا.

## الحياة الباكرة

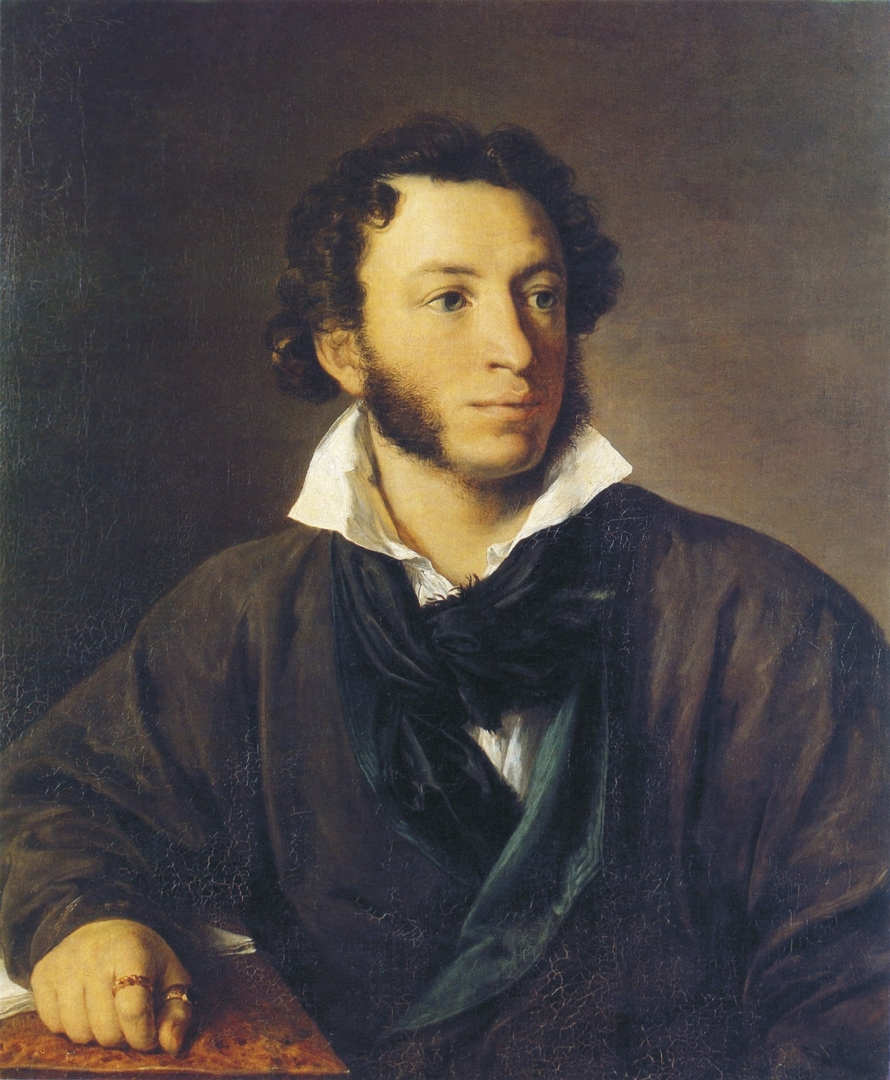
فاسيلي تروبينين. صورة لألكسندر بوشكين. ١٨٢٧. زيت على قماش.

وُلد في موسكو، عُهد ببوشكين إلى الممرضات والمعلمين الفرنسيين، وتحدث الفرنسية في معظم الوقت حتى سن العاشرة. أصبح ملمًا باللغة الروسية من خلال تواصله مع أقنان المنزل ومربيته، آرينا روديونوفا، التي أحبها بشدة وتعلق بها أكثر من تعلقه بوالدته. نشر قصيدته الأولى في سن الخامسة عشرة. كانت موهبته معروفة بشكل واسع في الوسط الأدبي الأوروبي عندما أنهى تعليمه المدرسي، كجزء من فصل التخرج من مدرسة القاعة الإمبراطورية في تسارسكوي سيلو، بالقرب من سانت بطرسبرغ. انغمس بوشكين بعد المدرسة بثقافة الشباب الفكرية الصاخبة والنابضة بالحياة في العاصمة سانت بطرسبرغ. نشر قصيدته الأولى الطويلة في عام 1820 «رسلان ولودميلا» التي أثارت جدلًا كبيرًا حول موضوعها وأسلوبها.

## الإرث

### الأدبي
يصنف النقاد أعماله على أنها أعمال فنية مميزة، مثل قصيدة «الفارس البرونزي» والمسرحية الدرامية «الضيف الحجري»، قصة سقوط دون خوان. كانت مسرحيته الشعرية القصيرة «موزارت وساليري» (مثل «الضيف الحجري»، إحدى المجموعات الأربع «التراجيديات الصغيرة» التي جُسدت من قبل بوشكين نفسه في رسالة إلى بيوتر بلتينوف في عام 1830) إلهامًا لمسرحية بيتر شافير «أماديوس» وأوبرا ريمسكي كورساكوف «موزارت وساليري». عُرف بوشكين أيضًا بقصصه القصيرة. وبشكل خاص مجموعة «حكايات الراحل إيفان بتروفش بيلكين»، بما فيها «الطلقة» التي لاقت رواجًا جيدًا. فضل بوشيكن بنفسه روايته الشعرية «يفغني أونيغين»، التي كتبها خلال مسيرة حياته والتي أصبحت تقليدًا خاصًا بالروايات الروسية العظيمة، إذ تتبع بضع شخصيات محورية لكنها تختلف بشكل واسع في النبرة والتركيز.
كانت رواية أونيغين معقدة لدرجة جعلت المترجم فلايديمر نابوكوف يحتاج لمجلدين كاملين من المحتوى من أجل تقديم معناها بشكل كامل باللغة الإنجليزية، على الرغم من أنها كانت عبارة عن مئة صفحة تقريبًا فقط. وبسبب تلك الصعوبة في الترجمة بقي شعر بوشيكن غير معروف بشكل كبير بالنسبة لقراء اللغة الإنجليزية. وعلى الرغم من ذلك، ألهم بوشكين عددًا كبير من الكتاب الغربيين مثل هنري جيمس. كتب بوشكين «ملكة البستوني» التي أدرجت في «بلاك ووتر»، وهي مجموعة من القصص القصيرة حول طبيعة أغلبية الكتّاب الرائعة، والتي جمعها ألبرتو مانغيل.

### الموسيقي
كانت أعمال بوشكين بمثابة الأرض الخصبة بالنسبة للملحنين الروسيين. إذ كانت أوبرا غلينكا «رسلان ولودميلا» أولى أعمال الأوبرا الهامة التي استُلهمت من أعمال بوشكين، وتركت أثرًا في التقاليد الموسيقية الروسية. أصبحت أعمال تشايكوفسكي الأوبرالية «يفغني أونيغن» و«ملكة البستوني» لربما أكثر شهرةً خارج روسيا من أعمال بوشكين التي حملت الاسم ذاته.
تصنف أوبرا موسورسكي التذكارية «بوريس غودونوف» كأحد أروع أعمال الأوبرا الروسية وأكثرها أصالة. ومن الأعمال الأوبرالية التي اعتمدت على أعمال بوشكين أوبرا دارغوميسكي «رسالكا» وأوبرا «الضيف الحجري»؛ وأوبرا ريمسكي كورساكوف «موزارت وساليري»، وأوبرا «قصة القيصر سلطان»، وأوبرا «الديك الصغير الذهبي»؛ وأوبرا كوي «سجين القوقاز» وأوبرا «وليمة في زمن الطاعون» وأوبرا «ابنة القبطان»؛ وأوبر تشايكوفسكي «مازيبا»؛ وأوبرا رخمانينوف ذات العرض الواحد «أليكو» (اعتمادًا على «الغجريات») وأوبرا «الفارس البخيل»؛ وأوبرا سترافينسكي «مارفا»، وأوبرا نابرافنيك «دبروفسكي».
بالإضافة لاعتماد رقصات الباليه والكنتاتا، والأغاني التي لا تحصى، على قصائد بوشكين الشعرية (بما فيها قصائده باللغة الفرنسية، في سلسلة أغاني إيزابيل أبولكير «ترويكا»). وأيضًا اعتمدت أوبرا كل من سوبّ، وليونكافالو، ومالبييرو على أعماله.
حُولت «رغبة المجد»، التي كُرست لإليزافيتا فوروتسوفا، إلى موسيقى من قبل ديفيد توخمانوف (فيتولد بيتروفسكي - رغبة المجد في اليوتيوب)، وكذلك «احفظ لي، طلسمي» من قبل ألكسندر باريكين (ألكسندر باريكين - احفظ لي طلسمي في اليوتيوب) ولاحقًا من قبل توخمانوف.

### الرومانسية
يصنف بوشكين من قبل الكثيرين على أنه الممثل المركزي للرومانسية في الأدب الروسي على الرغم من أنه لم يُعرف بكونه رومانسيًا. جادل النقاد الروسيون تقليديًا أن أعماله تمثل طريقًا من الكلاسيكية الحديثة إلى الواقعية من خلال الرومانسية. تقترح التقييمات البديلة أنه «امتلك القدرة على تقبل التناقضات التي قد تبدو رومانسية في الأصل، لكنها تهدم بشكل كبير كافة وجهات النظر الثابتة، وكافة التوقعات المنفردة، بما فيها الرومانسية» و«هو رومانسي وغير رومانسي في الوقت ذاته».

### اللغة الروسية
وفقًا لفلاديمير نابوكوف، جمعت تعابير بوشكين الاصطلاحية كافة العناصر الروسية المعاصرة مع كل ما تعلمه من ديرزهافين وجوكوفسكي وباتيوشكوف وكرامزين وكريلوف:
- نقطة رقم واحد: النزعة الشعرية والميتافيزيقية التي لا زالت حية في صيغ وتعابير السلافونية الكنسية.
- نقطة رقم اثنان: الغاليسِسم (الألفاظ الفرنسية الدخيلة) الوفيرة والطبيعية.
- نقطة رقم ثلاثة: اللغة العامية (الدارجة) من مجموعته الخاصة.
- نقطة رقم أربعة: الخطاب الشعبي المنمق عبر صنع خليط من الأساليب الثلاثة الشهيرة (المنخفضة، ومتوسطة الارتفاع، والمرتفعة)[40]

القريبة من الألفاظ الكلاسيكية المقلدة المهجورة مع إضافة مكونات من الرومانسية الروسية والقليل من المحاكاة الساخرة.
يعود الفضل عادةً إلى بوشكين في تطور الأدب الروسي. إذ يُرى أنه أنشأ المستوى الفارق بدقة من اللغة الذي مثل الأدب الروسي من بعده، ويُعاد الفضل إليه أيضًا في زيادة المعجم الروسي بشكل كبير. وأبدع ترجمات اقتراضية كلما وجد فجوات في المفردات الروسية. كانت موسوعة مفرداته الغنية وأسلوبه عالي الحساسية تأسيسًا للأدب الروسي المعاصر. سجلت إنجازاته رقمًا جديدًا في تطور اللغة والثقافة الروسية. أصبح مؤسس الأدب الروسي في القرن التاسع عشر، من خلال إنجازاته العظيمة في القرن الثامن عشر وبداية العملية الأدبية للقرن التاسع عشر. إذ قدم روسيا لكافة أنماط الأدب الأوروبي بالإضافة لعدد كبير من كتاب أوروبا الغربية. جلب الخطاب الطبيعي والتأثيرات الأجنبية ليصنع روسيا الشعرية العصرية. وعلى الرغم من قصر فترة حياته، ترك أمثلة لكل نمط أدبي تقريبًا في زمنه: الشعر الغنائي، والشعر القصصي، والرواية، والقصة القصيرة، والمسرح الدرامي، والمقالة النقدية وحتى الرسالة الشخصية.

## مؤلفاته
- روسلان ولودميلا (1820)
- أسير القفقاس (1822)
- نافورة باختشي سراي (1823)
- الغجر (1824)
- بوريس غدونوف (1825)
- قصيدته الوطنية الملحمية بولتافا (1828)
- التراجيديات الصغيرة (1830)
- بيت في كولومنا (1830)
- قصص بيلكين (1831)
- يفغيني اونيغين (1825-1832)
- ملكة البستوني (1833)
- دوبروفسكي (1833)
- الفارس النحاسي (1833)
- ابنة الآمر (1836)
- زنجي بطرس الأكبر (1837)

## روابط خارجية
- ألكسندر بوشكين على موقع أرشيف الشارخ.
- ألكسندر بوشكين على موقع IMDb (الإنجليزية)
- ألكسندر بوشكين على موقع الموسوعة البريطانية (الإنجليزية)
- ألكسندر بوشكين على موقع قاعدة بيانات برودواي على الإنترنت (الإنجليزية)
- ألكسندر بوشكين على موقع إن إن دي بي (الإنجليزية)
- ألكسندر بوشكين على موقع أول ميوزيك (الإنجليزية)
- ألكسندر بوشكين على موقع ديسكوغز (الإنجليزية)
- ألكسندر بوشكين على موقع قاعدة بيانات الفيلم (الإنجليزية)